# Heloísa Jorge
Heloísa Jorge (Chitato, 1 de julio de 1984) es una actriz y directora de cine angoleña. 

## Biografía
Nacida en el municipio de Chitato, provincia de Lunda Norte, Jorge es hija de padre brasileño y madre angoleña, y tiene un hermano. Se describió a sí misma como una niña tímida que tenía dificultades para hablar en público. A la edad de 12 años, se mudó a Brasil con su familia para escapar de la guerra civil angoleña, instalándose en Montes Claros. Comenzó a tomar clases de teatro en la escuela y se convirtió en parte de un grupo. Cuando tomó el examen de ingreso a la universidad brasileña a los 18 años, decidió estudiar artes escénicas. Se mudó a Salvador, Bahía para asistir a la Universidad Federal de Bahía. 
Mientras tomaba sus cursos de teatro, comenzó a aprender sobre los movimientos sociales y a mejorar su autoestima. En 2007 fue nominada al Premio Braskem por su interpretación en la obra O Dia 14, dirigida por Ângelo Flávio. También en 2007, escribió la obra Uma Mulher Vestida de Sol, en honor a Ariano Suassuna. Se graduó con un título en artes escénicas en 2008. En 2009, fue nuevamente nominada al Premio Braskem por su interpretación en A Farsa da Boa Preguiça, dirigida por Harildo Deda. Regresó a Angola en 2009 con su grupo de teatro, interpretando la obra Amêsa de José Mena Abrantes. 
En 2012, fue elegida como Fabiana en la serie de televisión Gabriela. Fue invitada a unirse a la serie de televisión angoleña Jikulumessu, que promovía el poder negro, en 2014. El mismo año, fue anfitriona del programa Globo International Connections. En 2016 interpretó a la esclava Luanda en el programa Liberdade, Liberdade. Interpretó a la madre moribunda Gilda Cunha Matheus en la telenovela A Dona do Pedaço en 2019.

## Filmografía

### Televisión
| Año     | Título               | Rol                    | Notas                                |
| ------- | -------------------- | ---------------------- | ------------------------------------ |
| 2012    | Gabriela             | Fabiana                |                                      |
| 2014    | Jikulumessu          | Djamila Pereira        |                                      |
| 2016    | Liberdade, Liberdade | Luanda dos Santos      |                                      |
| 2017    | A Lei do Amor        | Laura Correia da Silva | Episodios: "16 de enero–31 de marzo" |
| 2017–18 | Sob Pressão          | Jaqueline Vaz          | Temporadas 1–2                       |
| 2019    | A Dona do Pedaço     | Gilda Cunha Matheus    | [ 7 ]                                |

### Cine
| Año  | Título                      | Rol         |
| ---- | --------------------------- | ----------- |
| 2015 | Se te Queres Matar, Mata-te |             |
| 2017 | Casca de Baobá              | Maria       |
| 2018 | Bate Coração                | Dr. Claudia |
| TBA  | Sujeito Oculto              |             |